# El Aguacate, Taxco de Alarcón
El Aguacate är en ort i Mexiko.   Den ligger i kommunen Taxco de Alarcón och delstaten Guerrero, i den södra delen av landet, 110 km sydväst om huvudstaden Mexico City. El Aguacate ligger 2 366 meter över havet och antalet invånare är 105.
Terrängen runt El Aguacate är kuperad. Runt El Aguacate är det ganska tätbefolkat, med 111 invånare per kvadratkilometer. Närmaste större samhälle är Taxco de Alarcón, 12,7 km öster om El Aguacate. I omgivningarna runt El Aguacate växer huvudsakligen savannskog.